# شهر انکورایمس
شهر انکورایمس (به اسپانیایی: Ancoraimes Municipality) یک سکونتگاه مسکونی در بولیوی است که در شهرستان لاپاز (بولیوی) واقع شده‌است.

## خصوصیات
شهر انکورایمس ۳۲۴ کیلومترمربع مساحت و ۱۵٬۱۹۹ نفر جمعیت دارد و ۳٬۹۰۰ متر بالاتر از سطح دریا واقع شده‌است.